# Červený rybník (Pihel)
Červený rybník u Pihelu je nedaleko severní části obce Pihel v severní části Českolipska. Nový Bor je od něj necelé 3 km severně. Rybník má rozlohu 9 ha včetně rašelinišť.

## Základní údaje
Rybník je v severní části okresu Česká Lípa, v Zákupské pahorkatině, podcelku Cvikovská pahorkatina. Je napájen z rašelinišť na severní a západní straně, trojcípý, s několika ostrůvky, bahnitý. Asi 200 metrů západně vede silnice I/9 z České Lípy do Nového Boru. Z jeho jižní strany k němu přiléhá severní část obce Pihel. Břehy rybníka jsou většinou zarostlé. Není zde sociální zázemí, provozuje se zde plachtění a windsurfing. Rozloha je 9 ha.
Rybník zde existuje od 16. století. Po roce 1850 byl zrušen, později došlo k jeho obnově. Své jméno (německy Rotteich) získal od zbarvení pocházející z navazujícího rašeliniště. Z rybníka vytéká JV směrem Pihelský potok, který se po 2 km vtéká do Dobranovského potoka, patřícího k povodí Ploučnice.

## Cestovní ruch
K rybníku nevede žádná značená turistická trasa. Necelých 200 metrů daleko vede jednak rušná silnice mezi Novým Borem a Českou Lípou, při jižní straně silnice spojující obě části obce Pihel. Nejbližší stanice vlaku je 2 km vzdušnou čarou na SZ vzdálená Skalice u České Lípy na trati 080.